# Península de Santa Elena
Península de Santa Elena – półwysep w zachodnim Ekwadorze. Stanowi najdalej na północ wysuniętą część pustynnego pasa ciągnącego się wzdłuż zachodniego wybrzeża Ameryki Południowej i najdalej na zachód wysuniętą część kontynentalnej części Ekwadoru. Od południa jest oblewany przez przez wody Zatoki Guayaquil, a od północy przez wody zatoki Bahía de Santa Elena. Region otaczający półwysep jest suchy, ale znajduje się tam ważne dla gospodarki Ekwadoru pole naftowe w miejscowości Ancón, a także rafinerie, kopalnie soli i zakład produkcji nawozów. Złoża ropy naftowej są jednak bliskie wyczerpania. Na półwyspie leży miasto Salinas, w którym znajdują się liczne nadmorskie ośrodki wypoczynkowe. 